# Isòtops de l'or
L'or (Au) natural té un isòtop estable, l'197Au, i 18 radioisòtops, el més estable dels quals és l'195Au amb un període de semidesintegració de 186 dies.
L'or també ha estat proposat com a material per a la creació de bombes salades. Un embocall de 197Au natural, irradiat per l'intens flux d'altra energia procedent d'una explosió termonuclear, el transmutaria a l'isòtop radioactiu 198Au amb un període de semidesintegració de 2,697 dies i produiria aproximadament .411 MeV de radiació gamma, incrementant significativament la radioactivitat de la pluja radioactiva durant diversos dies. No hi ha constància que aquest tipus d'armes s'hagi construït, testat o usat mai.
La quantitat més alta d'198Au detectada en proves nuclears als estats units va ser la prova nuclear de Sedan detonada a la zona de proves de Nevada, el 6 de juliol de 1962.
Massa atòmica estàndard: 196.966569(4) u

## Taula
| Símbol del núclid | Z(p)                | N(n)                | massa isotòpica(u)  | període de semidesintegració | Espín nuclear | composició isotòpics representativa (fracció molar) | rang de variació natural (fracció molar) |
| Símbol del núclid | energia d'excitació | energia d'excitació | energia d'excitació | període de semidesintegració | Espín nuclear | composició isotòpics representativa (fracció molar) | rang de variació natural (fracció molar) |
| ----------------- | ------------------- | ------------------- | ------------------- | ---------------------------- | ------------- | --------------------------------------------------- | ---------------------------------------- |
| 169Au             | 79                  | 90                  | 168.99808(32)#      | 150# µs                      | 1/2+#         |                                                     |                                          |
| 170Au             | 79                  | 91                  | 169.99612(22)#      | 310(50) µs [286(+50-40) µs]  | (2-)          |                                                     |                                          |
| 170mAu            | 275(14) keV         | 275(14) keV         | 275(14) keV         | 630(60) µs [0.62(+6-5) ms]   | (9+)          |                                                     |                                          |
| 171Au             | 79                  | 92                  | 170.991879(28)      | 30(5) µs                     | (1/2+)        |                                                     |                                          |
| 171mAu            | 250(16) keV         | 250(16) keV         | 250(16) keV         | 1.014(19) ms                 | 11/2-         |                                                     |                                          |
| 172Au             | 79                  | 93                  | 171.99004(17)#      | 4.7(11) ms                   | high          |                                                     |                                          |
| 173Au             | 79                  | 94                  | 172.986237(28)      | 25(1) ms                     | (1/2+)        |                                                     |                                          |
| 173mAu            | 214(23) keV         | 214(23) keV         | 214(23) keV         | 14.0(9) ms                   | (11/2-)       |                                                     |                                          |
| 174Au             | 79                  | 95                  | 173.98476(11)#      | 139(3) ms                    | low           |                                                     |                                          |
| 174mAu            | 360(70)# keV        | 360(70)# keV        | 360(70)# keV        | 171(29) ms                   | high          |                                                     |                                          |
| 175Au             | 79                  | 96                  | 174.98127(5)        | 100# ms                      | 1/2+#         |                                                     |                                          |
| 175mAu            | 200(30)# keV        | 200(30)# keV        | 200(30)# keV        | 156(3) ms                    | 11/2-#        |                                                     |                                          |
| 176Au             | 79                  | 97                  | 175.98010(11)#      | 1.08(17) s [0.84(+17-14) s]  | (5-)          |                                                     |                                          |
| 176mAu            | 150(100)# keV       | 150(100)# keV       | 150(100)# keV       | 860(160) ms                  | (7+)          |                                                     |                                          |
| 177Au             | 79                  | 98                  | 176.976865(14)      | 1462(32) ms                  | (1/2+,3/2+)   |                                                     |                                          |
| 177mAu            | 216(26) keV         | 216(26) keV         | 216(26) keV         | 1.180(12) s                  | 11/2-         |                                                     |                                          |
| 178Au             | 79                  | 99                  | 177.97603(6)        | 2.6(5) s                     |               |                                                     |                                          |
| 179Au             | 79                  | 100                 | 178.973213(18)      | 7.1(3) s                     | 5/2-#         |                                                     |                                          |
| 179mAu            | 99(16) keV          | 99(16) keV          | 99(16) keV          |                              | (11/2-)       |                                                     |                                          |
| 180Au             | 79                  | 101                 | 179.972521(23)      | 8.1(3) s                     |               |                                                     |                                          |
| 181Au             | 79                  | 102                 | 180.970079(21)      | 13.7(14) s                   | (3/2-)        |                                                     |                                          |
| 182Au             | 79                  | 103                 | 181.969618(22)      | 15.5(4) s                    | (2+)          |                                                     |                                          |
| 183Au             | 79                  | 104                 | 182.967593(11)      | 42.8(10) s                   | (5/2)-        |                                                     |                                          |
| 183m1Au           | 73.3(4) keV         | 73.3(4) keV         | 73.3(4) keV         | >1 µs                        | (1/2)+        |                                                     |                                          |
| 183m2Au           | 230.6(6) keV        | 230.6(6) keV        | 230.6(6) keV        | <1 µs                        | (11/2)-       |                                                     |                                          |
| 184Au             | 79                  | 105                 | 183.967452(24)      | 20.6(9) s                    | 5+            |                                                     |                                          |
| 184mAu            | 68.46(1) keV        | 68.46(1) keV        | 68.46(1) keV        | 47.6(14) s                   | 2+            |                                                     |                                          |
| 185Au             | 79                  | 106                 | 184.965789(28)      | 4.25(6) min                  | 5/2-          |                                                     |                                          |
| 185mAu            | 100(100)# keV       | 100(100)# keV       | 100(100)# keV       | 6.8(3) min                   | 1/2+#         |                                                     |                                          |
| 186Au             | 79                  | 107                 | 185.965953(23)      | 10.7(5) min                  | 3-            |                                                     |                                          |
| 186mAu            | 227.77(7) keV       | 227.77(7) keV       | 227.77(7) keV       | 110(10) ns                   | 2+            |                                                     |                                          |
| 187Au             | 79                  | 108                 | 186.964568(27)      | 8.4(3) min                   | 1/2+          |                                                     |                                          |
| 187mAu            | 120.51(16) keV      | 120.51(16) keV      | 120.51(16) keV      | 2.3(1) s                     | 9/2-          |                                                     |                                          |
| 188Au             | 79                  | 109                 | 187.965324(22)      | 8.84(6) min                  | 1(-)          |                                                     |                                          |
| 189Au             | 79                  | 110                 | 188.963948(22)      | 28.7(3) min                  | 1/2+          |                                                     |                                          |
| 189m1Au           | 247.23(16) keV      | 247.23(16) keV      | 247.23(16) keV      | 4.59(11) min                 | 11/2-         |                                                     |                                          |
| 189m2Au           | 325.11(16) keV      | 325.11(16) keV      | 325.11(16) keV      | 190(15) ns                   | 9/2-          |                                                     |                                          |
| 189m3Au           | 2554.7(12) keV      | 2554.7(12) keV      | 2554.7(12) keV      | 242(10) ns                   | 31/2+         |                                                     |                                          |
| 190Au             | 79                  | 111                 | 189.964700(17)      | 42.8(10) min                 | 1-            |                                                     |                                          |
| 190mAu            | 200(150)# keV       | 200(150)# keV       | 200(150)# keV       | 125(20) ms                   | 11-#          |                                                     |                                          |
| 191Au             | 79                  | 112                 | 190.96370(4)        | 3.18(8) h                    | 3/2+          |                                                     |                                          |
| 191m1Au           | 266.2(5) keV        | 266.2(5) keV        | 266.2(5) keV        | 920(110) ms                  | (11/2-)       |                                                     |                                          |
| 191m2Au           | 2490(1) keV         | 2490(1) keV         | 2490(1) keV         | >400 ns                      |               |                                                     |                                          |
| 192Au             | 79                  | 113                 | 191.964813(17)      | 4.94(9) h                    | 1-            |                                                     |                                          |
| 192m1Au           | 135.41(25) keV      | 135.41(25) keV      | 135.41(25) keV      | 29 ms                        | (5#)+         |                                                     |                                          |
| 192m2Au           | 431.6(5) keV        | 431.6(5) keV        | 431.6(5) keV        | 160(20) ms                   | (11-)         |                                                     |                                          |
| 193Au             | 79                  | 114                 | 192.964150(11)      | 17.65(15) h                  | 3/2+          |                                                     |                                          |
| 193m1Au           | 290.19(3) keV       | 290.19(3) keV       | 290.19(3) keV       | 3.9(3) s                     | 11/2-         |                                                     |                                          |
| 193m2Au           | 2486.5(6) keV       | 2486.5(6) keV       | 2486.5(6) keV       | 150(50) ns                   | (31/2+)       |                                                     |                                          |
| 194Au             | 79                  | 115                 | 193.965365(11)      | 38.02(10) h                  | 1-            |                                                     |                                          |
| 194m1Au           | 107.4(5) keV        | 107.4(5) keV        | 107.4(5) keV        | 600(8) ms                    | (5+)          |                                                     |                                          |
| 194m2Au           | 475.8(6) keV        | 475.8(6) keV        | 475.8(6) keV        | 420(10) ms                   | (11-)         |                                                     |                                          |
| 195Au             | 79                  | 116                 | 194.9650346(14)     | 186.098(47) d                | 3/2+          |                                                     |                                          |
| 195mAu            | 318.58(4) keV       | 318.58(4) keV       | 318.58(4) keV       | 30.5(2) s                    | 11/2-         |                                                     |                                          |
| 196Au             | 79                  | 117                 | 195.966570(3)       | 6.1669(6) d                  | 2-            |                                                     |                                          |
| 196m1Au           | 84.660(20) keV      | 84.660(20) keV      | 84.660(20) keV      | 8.1(2) s                     | 5+            |                                                     |                                          |
| 196m2Au           | 595.66(4) keV       | 595.66(4) keV       | 595.66(4) keV       | 9.6(1) h                     | 12-           |                                                     |                                          |
| 197Au             | 79                  | 118                 | 196.9665687(6)      | ESTABLE                      | 3/2+          | 1.0000                                              |                                          |
| 197mAu            | 409.15(8) keV       | 409.15(8) keV       | 409.15(8) keV       | 7.73(6) s                    | 11/2-         |                                                     |                                          |
| 198Au             | 79                  | 119                 | 197.9682423(6)      | 2.69517(21) d                | 2-            |                                                     |                                          |
| 198m1Au           | 312.2200(20) keV    | 312.2200(20) keV    | 312.2200(20) keV    | 124(4) ns                    | 5+            |                                                     |                                          |
| 198m2Au           | 811.7(15) keV       | 811.7(15) keV       | 811.7(15) keV       | 2.27(2) d                    | (12-)         |                                                     |                                          |
| 199Au             | 79                  | 120                 | 198.9687652(6)      | 3.139(7) d                   | 3/2+          |                                                     |                                          |
| 199mAu            | 548.9368(21) keV    | 548.9368(21) keV    | 548.9368(21) keV    | 440(30) µs                   | (11/2)-       |                                                     |                                          |
| 200Au             | 79                  | 121                 | 199.97073(5)        | 48.4(3) min                  | 1(-)          |                                                     |                                          |
| 200mAu            | 970(70) keV         | 970(70) keV         | 970(70) keV         | 18.7(5) h                    | 12-           |                                                     |                                          |
| 201Au             | 79                  | 122                 | 200.971657(3)       | 26(1) min                    | 3/2+          |                                                     |                                          |
| 202Au             | 79                  | 123                 | 201.97381(18)       | 28.8(19) s                   | (1-)          |                                                     |                                          |
| 203Au             | 79                  | 124                 | 202.975155(3)       | 53(2) s                      | 3/2+          |                                                     |                                          |
| 204Au             | 79                  | 125                 | 203.97772(22)#      | 39.8(9) s                    | (2-)          |                                                     |                                          |
| 205Au             | 79                  | 126                 | 204.97987(32)#      | 31(2) s                      | 3/2+          |                                                     |                                          |